# Stelis signata
Stelis signata är en biart som först beskrevs av Pierre André Latreille 1809.  Stelis signata ingår i släktet pansarbin, och familjen buksamlarbin. Enligt den finländska rödlistan är arten nära hotad i Finland. Artens livsmiljö är kulturmarker och andra av människan skapade miljöer. Inga underarter finns listade i Catalogue of Life.